# Фредерик ван Орание-Насау
Вилхелм Фридрих Карл от Орания–Насау (на нидерландски: Willem Frederik Karel van Oranje-Nassau; на немски: Wilhelm Friedrich Karl von Oranien-Nassau; * 28 февруари 1797, Берлин; † 8 септември 1881, Васенар, Южна Холандия) е принц от Орания–Насау, принц на Нидерландия.

## Живот
Той е вторият син на нидерландския крал Вилхелм I (1772 – 1843) и съпругата му Вилхелмина Пруска (1774 – 1837), дъщеря на Фридрих Вилхелм II (1744 – 1797), крал на Прусия. По-големият му брат Вилхелм II е от 1840 г. вторият крал на Нидерландия
Фредерик е възпитаван в пруския двор, влиза в нидерландската войска. През 1815 г. участва в битката при Ватерло.
Той трябва да стане велик херцог на Люксембург, но през 1816 г. се отказва от тези права за 190 000 гулдена годишно и получава титлата Принц на Нидерландияе. Малко след това става генералкомосар, генерал-полковник, фелдмаршал и от 1829 г. адмирал на кралството и голям майстор на артилерията.
Фридрих е приет през 1816 г. в Берлин в масонската ложа „Zu den drei Weltkugeln“ и 60 години е велик-майстор на Нидерландия.

## Фамилия
Вилхелм Фридрих се жени на 21 май 1825 г. в Берлин за принцеса Луиза Пруска (1808 – 1870), дъщеря на крал Фридрих Вилхелм III и Луиза фон Мекленбург-Щрелиц. Двамата имат децата:
- Вилхелмина Фридерика Александрина Анна Луиза (1828 – 1871) ∞ крал Карл XV от Швеция
- Вилхелм Фридрих Николаус Карл (1833 – 1834)
- Вилхелм Фридрих Николаус Алберт (1836 – 1846)
- Вилхелмина Фридерика Александрина Анна Луиза Мария (1841 – 1910) ∞ Вилхелм (1845 – 1907), княз на Вид